# Nazko River
Der Nazko River ist ein etwa 130 km langer rechter Nebenfluss des West Road (Blackwater) River in der kanadischen Provinz British Columbia.

## Flusslauf
Der Nazko River entspringt im Osten des Fraser-Plateaus in Zentral-British Columbia. Der Fluss fließt in überwiegend nördlicher Richtung. Nazko Lake und Tanilkul Lake stellen Flussverbreiterungen dar. Beide Seen liegen im Nazko Lake Provincial Park. Dieser ist Brutgebiet des Nashornpelikans (Pelecanus erythrorhynchos), einer bedrohten Vogelart. 22 km oberhalb der Mündung liegt die Siedlung Nazko. 

## Hydrologie
Der Nazko River entwässert ein Areal von etwa 3700 km². Der mittlere Abfluss 33 km oberhalb der Mündung beträgt 4,9 m³/s. Zwischen April und Juni führt der Fluss die größten Wassermengen.